# Svartbröstad munia
Svartbröstad munia (Lonchura teerinki) är en fågel i familjen astrilder inom ordningen tättingar.

## Utseende och läte
Svartbröstad munia är en liten finkliknande fågel. Den är svart i ansiktet och på bröstet, brun på ovansidan och gul på övergump och stjärt. Vidare är den gul även på kroppsidorna, medan buken är vit, inramad av en svart linje. Näbben är kraftig och silverblå. Lätet består av ett skriande "week!" som upprepas konstant.

## Utbredning och systematik
Svartbröstad munia delas in i två underarter:
- Lonchura teerinki mariae – förekommer på västra Nya Guinea (Sudirmanbergen)
- Lonchura teerinki teerinki – förekommer i bergstrakter på västra delen av centrala Nya Guinea

## Levnadssätt
Svartbröstad munia hittas i gräsmarker i bergstrakter på medelhög höjd. Den ses vanligen i småflockar.

## Status
Arten har ett begränsat utbredningsområde, men beståndet anses vara stabilt. IUCN kategoriserar arten som livskraftig.